# Teverist
Teverist o Teocrist va ser un religiós hispà del regne visigot, bisbe de Salamanca al voltant de l'any 610.
Es desconeix si va ser el successor immediat d'Eleuteri, primer bisbe documentat de la diòcesi, el 589, o bé hi va haver prelats intermedis, perquè hi ha un període de vint-i-un anys entre les dates en què estan documentats Eleuteri i Teverist.
Va ser present a Toledo amb motiu de concórrer a la coronació del rei Gundemar, el 23 d'octubre del 610. A la cerimònia també van assistir altres prelats destacats, entre els quals destaca Isidor de Sevilla. A l'acte, tots els prelats presents van signar un decret expedit pel monarca en favor de l'arxidiòcesi de Toledo, a causa de la crisi que havia provocat que els bisbes de la Cartaginesa no volien reconèixer l'arquebisbe toledà.
No hi ha més dades sobre aquest prelat perquè no es van reunir més concilis, així que es desconeix l'any de mort o si va haver altres bisbes després d'ell fins al següent bisbe documentat, Hiccila.